# الدوري النمساوي 1998–99
الدوري النمساوي الممتاز 1998–99 (بالألمانية: Österreichische Fußballmeisterschaft 1998/99)‏ هو الموسم 88 من  بوندسليغا النمسا لكرة القدم. أشرف على تنظيمه اتحاد النمسا لكرة القدم، وكان عدد الأندية المشاركة فيه  10، وفاز فيه شتورم غراتس.